# Matthieu Cointerel
Matthieu Cointerel (Morannes, 1519 – Roma, 29 de novembro de 1585), também conhecido como Matteo Contarelli, foi um cardeal católico romano francês.

## Biografia
Nasceu em Morannes em 1519. Filho de Hilaire Contarelli, um ferreiro, e Guyone Viuan. Seu sobrenome também está listado como Contarelli e Cointrel.
Fez seus estudos iniciais em Angers na casa de um de seus tios maternos que era um cônego do cabido da catedral; mais tarde estudou na Universidade de Angers.
Enquanto em Angers, ele conheceu um príncipe estrangeiro que estava visitando a catedral e o jovem Matthieu explicou-lhe sua arquitetura, bem como as antiguidades da cidade; satisfeito com seu conhecimento e conduta, o príncipe convidou Matthieu para acompanhá-lo em sua visita à Itália; adoeceu gravemente em Veneza e o médico que o atendeu, de nome Boncompagni, depois de curado, pediu-lhe que fosse preceptor de seus filhos; foi apresentado ao irmão do médico, Ugo Boncompagni, futuro cardeal e papa Gregório XIII, que era professor de direito na Universidade de Bolonha; Ugo colocou Matthieu na casa de Andrea de Boni, um de seus colegas, que foi chamado a Roma pelo Papa Paulo III logo depois e levou Matthieu com ele. Boni foi nomeado referendário do Tribunal da Assinatura Apostólica e participou do Concílio de Trento levando Matthieu consigo. Posteriormente, foi datário do Cardeal Ippolito d'Este na França e do Cardeal Michele Bonelli, OP, na Espanha, Portugal e França. Clérigo da Câmara Apostólica; renunciou ao cargo em 1º de junho de 1573. O Papa Gregório XIII o nomeou seu datário em 1º de junho de 1573 e cônego da basílica patriarcal do Vaticano em 17 de outubro de 1574.
Recebeu a ordenação sacerdotal (não foram encontradas mais informações). Incardinado na diocese de Le Mans.
Criado cardeal sacerdote no consistório de 12 de dezembro de 1583; recebeu o gorro vermelho e o título de S. Stefano al Monte Celio, em 9 de janeiro de 1584. Prefeito da secretaria de Breves. Participou do conclave de 1585, que elegeu o Papa Sisto V.
Morreu em Roma em 29 de novembro de 1585. Sepultado na capela de S. Matteo que mandou construir na igreja de S. Luigi dei Francesi, Roma. Padre Raimond, SJ fez sua oração fúnebre.